# Daniel Rincón
Daniel Rincón (ur. 7 stycznia 2003 w Madrycie) – hiszpański tenisista.

## Kariera tenisowa
W 2020 zadebiutował w cyklu ITF Men’s Circuit, a w 2021 w turnieju głównym ATP Challenger Tour.
Startując w rozgrywkach juniorów, Daniel Rincón w 2021 roku osiągnął finał Wimbledonu w grze podwójnej chłopców, grając w parze z Abedallahem Shelbayhem. W kolejnym wielkoszlemowym turnieju – US Open, zwyciężył w grze pojedynczej chłopców, pokonując w finale Shanga Junchenga.
13 września 2021 został wiceliderem juniorskiego rankingu ITF.
W kwietniu 2023 po raz pierwszy wystąpił w turnieju głównym rangi ATP Tour – otrzymał dziką kartę na turniej Barcelona Open (ATP Tour 500). Odpadł w pierwszej rundzie po porażce z Australijczykiem Jasonem Kublerem.
W rankingu gry pojedynczej najwyżej był na 198. miejscu (11 września 2023), a w zestawieniu gry podwójnej na 324. miejscu (13 listopada 2023).

### Finały juniorskich turniejów wielkoszlemowych

#### Gra pojedyncza (1–0)
| Końcowy wynik | Nr | Data             | Turniej            | Nawierzchnia | Przeciwnik     | Wynik finału |
| ------------- | -- | ---------------- | ------------------ | ------------ | -------------- | ------------ |
| Zwycięzca     | 1. | 11 września 2021 | US Open, Nowy Jork | Twarda       | Shang Juncheng | 6:2, 7:6(6)  |

#### Gra podwójna (0–1)
| Końcowy wynik | Nr | Data          | Turniej           | Nawierzchnia | Partner            | Przeciwnicy                               | Wynik finału |
| ------------- | -- | ------------- | ----------------- | ------------ | ------------------ | ----------------------------------------- | ------------ |
| Finalista     | 1. | 11 lipca 2021 | Wimbledon, Londyn | Trawiasta    | Abedallah Shelbayh | Edas Butvilas Alejandro Manzanera Pertusa | 3:6, 4:6     |